# Majjhima Nikaya
Majjhima Nikaya (majjhimanikāya; "Zbiór rozpraw średniej długości") – jest buddyjskim pismem, drugim z pięciu nikaya, czyli zbiorów w Sutta Pitaka (Sutta Pitaka jest jednym z "trzech koszy" składających się na palijską Tipitakę buddyzmu therevady). Ta nikaya składa się ze 152 rozpraw przypisywanych Buddzie i jego najważniejszym uczniom.
Podobny zbiór, najprawdopodobniej tłumaczony z wcześniejszej sanskryckiej wersji, występuje w chińskim kanonie buddyjskim. Jest tam nazywany Mādhyamāgama lub Zhōng Ahánjīng (中阿含經). Nazwy te można przetłumaczyć jako "środkowa [tj. średniej długości] agama".

## Tłumaczenia na angielski
- tłum. Lord Chalmers, Further Dialogues of the Buddha, 1926-7, 2 tomy, Ann Arbor: Books on Demand, University of Michigan.
- tłum. I. B. Horner, The Book of Middle Length Sayings, 1954-9, 3 tomy, Bristol: Pali Text Society.
- tłum. David W. Evans, Discourses of Gotama Buddha: Middle Collection, 1991, Janus Pubns.
- tłum. Bhikkhu Nanamoli i Bhikkhu Bodhi, The Middle Length Discourses of the Buddha: A Translation of the Majjhima Nikaya, 1995, Somerville: Wisdom Publications. ISBN 0-86171-072-X. Stowarzyszenie Pali Text Society, które preferuje to tłumaczenie, publikuje również wydanie wewnętrzne przeznaczone dla jego członków.

### Fragmenty
- A Treasury of the Buddha's Words, tłum. Nanamoli, przejrzał Khantipalo, Bangkok; później poszerzone i wydane jako MLDB (patrz wyżej)
- Twenty-Five Suttas from Mula-Pannasa, Burma Pitaka Association, Rangoon, 1986?; przedruk Sri Satguru, Delhi
- Twenty-Five Suttas from Majjhima-Pannasa, Myanmar Pitaka Association, Rangoon, 1987; przedruk Sri Satguru, Delhi
- Twenty-Five Suttas from Upari-Pannasa, Myanmar Pitaka Association, Rangoon, 1988?; przedruk Sri Satguru, Delhi